# Ice Blues
Ice Blues (tj. Ledové blues) je kanadsko-americký hraný film z roku 2008, který režíroval Ron Oliver. Film byl natočen podle románu Richarda Stevensona o soukromém detektivovi Donaldu Stracheym.

## Děj
Timmy Callahan pracuje jako tajemník senátorky Lauren Plattové. Jednoho večera jej vyhledá neznámý muž, který mu na dobročinné účely nabízí tři milióny dolarů od anonymního dárce. Při jednání jsou vyrušeni útočníkem na motorce. Druhý den je muž nalezen mrtvý v autě Timmyho partnera Donalda Stracheyho a Timmy obdrží peníze v zásilce. Je to Jake Lenigan z významné advokátní kanceláře Lenigan & Lenigan. Donald jako soukromý detektiv se rozhodne vypátrat, kdo právníka zabil, a odkud pocházely peníze. Při svém vyšetřování narazí na neobjasněnou 12 let starou vraždu v rodině Leniganových a také na vztah právnické rodiny k mafiánovi Frankovi Zaillianovi. V nebezpečí se ocitá především Timmy, po kterém chce Frank Zaillian vrátit ony tři milióny dolarů.

## Obsazení
| Chad Allen         | Donald Strachey        |
| Sebastian Spence   | Timmy Callahan         |
| Nelson Wong        | Kenny Kwon             |
| Daryl Shuttleworth | detektiv "Bub" Bailey  |
| Brittney Wilson    | Lilah                  |
| Spencer Maybee     | Eric Lenigan           |
| Myron Natwick      | Brian Lenigan          |
| Sebastien Roberts  | Frank Zaillian         |
| Jason Poulsen      | Jake Lenigan           |
| Ulla Friis         | Kelly                  |
| Sherry Miller      | Joan Lenigan           |
| Adrian Holmes      | Somerville             |
| P. Lynn Johnson    | senátorka Lauren Platt |